# Ayoub El Kaabi
Ayoub El Kaabi (en arabe : أيوب الكعبي), né le 26 juin 1993 à Casablanca (Maroc), est un footballeur international marocain, évoluant au poste d'avant-centre à l'Olympiakos.
Formé au Racing Athletic Club, il s'engage en 2017 à la RS Berkane et remporte la Coupe du Maroc en 2018. Il rejoint dans la même année la Chine en signant à Hebei China Fortune avant de retourner au Maroc sous forme de prêt au Wydad Athletic Club, club avec lequel il finit la saison 2020-2021 en tant que champion et meilleur buteur, lui permettant de s'engager à Hatayspor en 2021.
Il reçoit sa première sélection sous Jamal Sellami avec le Maroc A' pour prendre part au CHAN 2018. Il remporte le championnat et est classé meilleur buteur de la compétition. Il remporte également l'édition CHAN 2020, devenant ainsi le meilleur buteur de l'histoire de la compétition. En équipe première du Maroc, il reçoit sa première sélection sous Hervé Renard en 2018 et prend part à la Coupe du monde 2018, la Coupe d'Afrique 2021 et la Coupe d'Afrique 2023.

## Biographie

### Enfance et jeunesse pauvre (1993-2014)
Ayoub El Kaabi est né et a grandi dans un milieu défavorisé à Casablanca et précisément dans le quartier populaire de Derb Milla. Fils unique, il est issu d'une famille originaire de Zagora au sud du Maroc, qui déménage très tôt à la région de Mediouna près de Casablanca.
Comme tous les jeunes de la ville, El Kaabi s'est intéressé au ballon rond dès son jeune âge. La famille El Kaabi a connu des périodes difficiles dans les années 1990. En conséquence, Ayoub El Kaabi a du alors s'y faire dans un bidonville avec sa famille. Afin de subvenir à ses besoins et d'aider sa famille, El Kaabi quitte l'école à 15 ans et rejoint un atelier du quartier Mediouna, en tant qu'apprenti menuisier. Dans une interview accordée à la presse marocaine, il explique à propos de son passé : « Je suis né dans une famille modeste. Pour subvenir à mes besoins, il a fallu que j’apprenne un métier. C’est ainsi que je me suis lancé dans la menuiserie. ».
Dans son temps libre, El Kaabi joue au football avec ses amis du quartier. Sur un terrain, pieds nus avec des buts faits de pierres, il explique : « En rentrant de l’école, nous posions nos cartables par terre pour jouer dans la rue. Tout tournait autour du ballon pour nous. »,. Son entourage s'apercevant de son talent inédit, ils n'ont pas hésité à conseiller Ayoub El Kaabi d'intégrer un club du quartier Hay Khadija. Après avoir évolué seulement deux mois dans ce club, il fait un passage à l'Ettifaq Lalla Meryem avant que les scouts du Racing de Casablanca le détectent via ses qualités techniques et physiques que possède le jeune menuisier casablancais. Ayoub El Kaabi décide donc d'abandonner le métier de menuisier pour se consacrer au football et signa son premier contrat professionnel à l'âge de 21 ans avec le Racing Club de Casablanca en 2014,.

### Carrière en club

#### Découverte du monde professionnel avec le Racing de Casablanca (2014-2017)
Après avoir commencé sa carrière en jouant avec l'équipe réserve du Racing de Casablanca, Ayoub El Kaabi entame ses premiers voyages à travers les différentes villes du Maroc pour participer à des matchs amicaux aux côtés de son nouveau club. Dans un premier temps, il est perçu comme un joueur aux compétences encore peu développées par l'entraîneur de l'équipe première. Cette situation le pousse à redoubler d'efforts et à chercher à se démarquer, ce qui le conduit à être prêté à deux reprises, d'abord au Club Chaâb de Casablanca, puis à l'Ettifaq Lalla Meryem.
Le succès rencontré au cours de ses deux prêts ouvre la voie au retour d'Ayoub El Kaabi au sein de l'équipe réserve du Racing Casablanca en juin 2015. À l'origine positionné en tant qu'arrière gauche, il se démarque rapidement par sa capacité à marquer de nombreux buts, affichant un taux de réussite impressionnant dans la surface de réparation. C'est ainsi que le président Abdelhak Mendoza prend la décision de repositionner El Kaabi en tant qu'avant-centre.
Lors de la saison 2016-2017, Ayoub El Kaabi intègre officiellement l'effectif professionnel et participe à 33 matchs toutes compétitions confondues, au cours desquels il inscrit pas moins de 25 buts. Ses performances exceptionnelles le propulsent au rang de meilleur buteur de la deuxième division marocaine. Cette réussite contribue également à la montée du club en Botola Pro, marquant ainsi le retour en première division après une absence de 15 ans.

#### Confirmation avec la RS Berkane (2017-2018)
Le 18 juin 2017, il s'engage pour quatre saisons à la RS Berkane pour un montant de 1,9 million d'euros. Il intègre un effectif entraîné par Rachid Taoussi et El Kaabi hérite ainsi du no 20.
Le 17 septembre 2017, il dispute son premier match en championnat contre le HUS Agadir à l'occasion d'un match à l'extérieur. Lors de ce match, il entre en jeu à la 56e minute en remplaçant Salman Ould Lhaj (défaite, 3-0). Six jours plus tard, le 23 septembre, il reçoit sa première titularisation contre l'OC Safi, inscrivant par la même occasion son premier but avec le club à la 35e minute sur une passe décisive d'Omar Namsaoui, offrant ainsi la victoire à son équipe (1-0). Le 1er novembre, il inscrit pour la première fois un doublé contre le DH El Jadida à l'occasion des demi-finales de la Coupe du Maroc (défaite, 3-4).
En janvier 2018, lors de la trêve internationale, il confirme son talent davantage et ses performances lors du CHAN 2018, terminant la compétition en tant que champion, meilleur joueur et meilleur buteur (9). Lors de son retour, il attise la convoitise de plusieurs clubs européens, lui, qui priorise un transfert vers l'Europe. Alors qu'en compétition africaine, il atteint les quarts de finale de la Coupe de la confédération, éliminé par l'AS Vita Club, en championnat, il est finalement classé neuvième parmi les équipes marocaines du championnat,.

#### Départ en Chine, prêt au Wydad et Covid-19 (2018-2020)

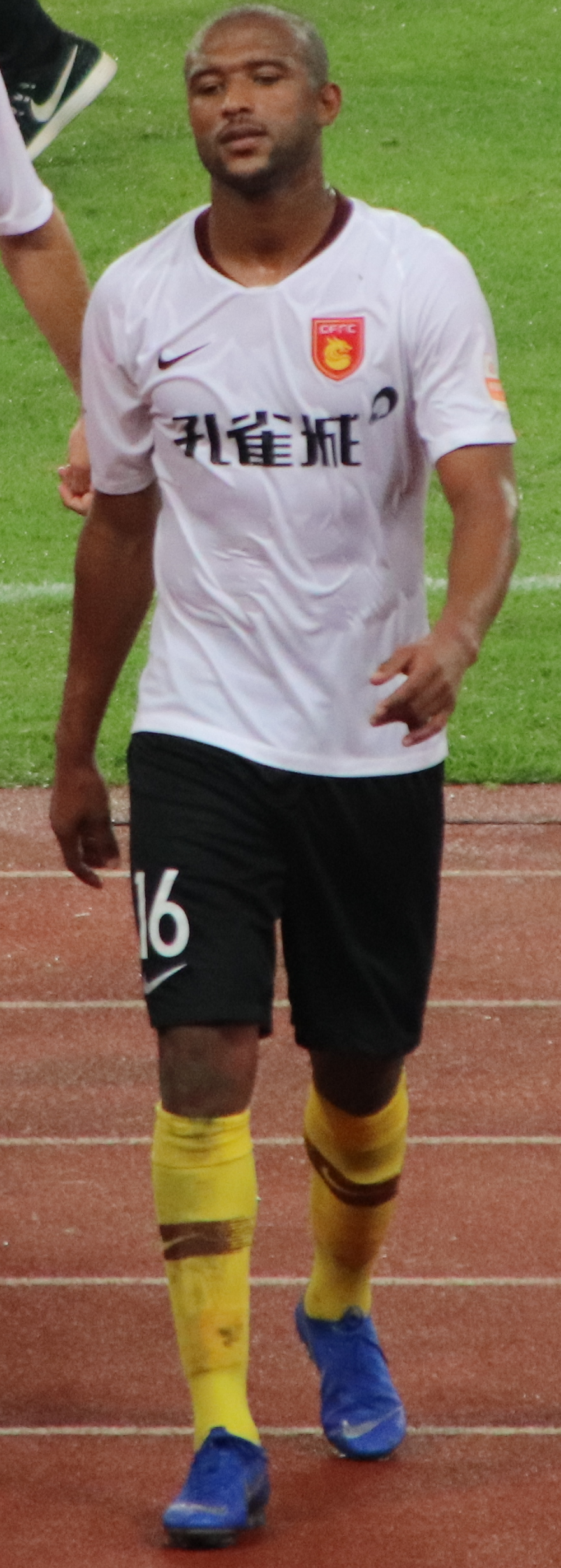
El Kaabi sortant du terrain pour être remplacé en mars 2019.

Le 11 juin 2018, Ayoub El Kaabi signe un contrat de deux saisons et demie avec le club du Hebei China Fortune pour un montant de 6 millions d'euros,. Le club chinois avait tenté quelques jours plus tôt de recruter également Walid Azaro mais ce dernier avait refusé. Il retrouve dans ce club, entraîné par Chris Coleman, plusieurs stars du football comme Gervinho, Javier Mascherano ou encore Ezequiel Lavezzi.
À l'occasion de son premier match de championnat le 28 juillet 2018 face au Guangzhou R&F, il délivre une passe décisive à Dong Xuesheng pour le premier but à la 45e minute (match nul, 2-2). Une semaine plus tard, le 2 août, il est titularisé pour sa deuxième fois et inscrit son premier but face au Beijing Guoan à la 62e minute et délivrera également une passe décisive à Dong Xuesheng (défaite, 6-3). Trois jours plus tard, à sa troisième titularisation, il inscrit de nouveau un but face au Tianjin Teda à la 18e minute (défaite, 1-2). Le 16 septembre, il inscrit son premier doublé avec le club face au Beijing Renhe FC, offrant ainsi la victoire à son équipe (2-0). El Kaabi termine sa première saison à la sixième place du classement du championnat.
Le 28 juillet 2019, il est prêté pour la durée de six mois au Wydad AC, entraîné par Zoran Manojlović. Jouant son premier match le 24 septembre 2019 contre l'AS FAR à l'occasion des seizièmes de finales de la Coupe du Maroc en entrant en jeu à la 53e minute à la place d'Ismail Haddad, il inscrit le seul but wydadi à la 90e minute (défaite, 1-3). Cinq jours plus tard, il reçoit sa première titularisation et dispute son premier match de Ligue des champions face au FC Nouadhibou, inscrivant le troisième but marocain grâce à une passe décisive de Badie Aouk (victoire, 4-1). Le 6 novembre, il inscrit son premier doublé avec le Wydad en championnat contre l'IR Tanger (victoire, 4-0). Le 28 décembre 2019, il inscrit son premier triplé en Ligue des champions contre l'Atlético Luanda (victoire, 4-1).
De retour en Chine en janvier 2020, il reprend directement sa place de titulaire au milieu de la saison 2019-2020 avant qu'elle ne s'arrête brutalement au milieu de l'année à la suite de la pandémie de Covid-19,. De l'autre côté, le Wydad AC termine le championnat en tant que vice-champion et atteint les demi-finales de la Ligue des champions, éliminés par l'Al Ahly SC. À la suite de la propagation de la maladie coronavirus partout en Chine, Ayoub El Kaabi décide de retourner au Maroc le 27 février 2020. En août, le club chinois décide de ne pas prolonger le contrat de l'international marocain, faisant de lui un joueur libre de tout transfert.

#### Wydad Casablanca: Champion du Maroc et meilleur buteur (2020-2021)
Le 26 octobre 2020, il signe librement un contrat de trois saisons au Wydad Casablanca sous la houlette de l'entraîneur Miguel Angel Gamondi, remplacé par Faouzi Benzarti en novembre 2020,. Cependant, Ayoub El Kaabi hérite de nouveau de son no 9, porté précédemment sous forme de prêt.
Après une longue période sans temps de jeu à cause de la pandémie de Covid-19, il retrouve la pelouse le 6 décembre 2020 contre le CA Youssoufia Berrechid, face auquel il est titularisé à domicile au Stade Mohammed-V (victoire, 2-0). Le match suivant qui a lieu trois jours plus tard contre le DH El Jadida, il retrouve le chemin des filets en inscrivant l'unique but du match à la 31e minute. De nouveau engagé en Ligue des champions, il affronte le Stade malien, inscrivant un but dans la phase retour en début janvier (victoire, 3-0). Dans le restant du mois, El Kaabi est sélectionné, prend part au CHAN avec le Maroc A' (équipe nationale comptant uniquement les joueurs locaux) sous la houlette de Houcine Ammouta et remporte le sacre pour la deuxième fois consécutive.
De retour avec le Wydad AC en février 2021, El Kaabi connait une période spectaculaire en inscrivant au moins un but durant six matchs consécutives (sept buts en six matchs, dont trois matchs en Ligue des champions contre l'Atlético Luanda, le Kaizer Chiefs FC et le Horoya AC). Plus tard dans la saison, il est éliminé par le Kaizer Chiefs FC en demi-finale de Ligue des champions et continue sur sa lancée de meilleur buteur avec un triplé dont une retournée acrobatique en championnat contre le DH El Jadida (victoire, 4-2) et un doublé contre le Moghreb Atlético Tetuán (victoire, 4-2),.
Ayoub El Kaabi termine la saison 2020-2021 en tant que champion et meilleur buteur du championnat avec 18 réalisations, devant Ben Malango (16 buts) et Soufiane Rahimi (14 buts), succédant ainsi à Brahim El Bahraoui, ex-meilleur buteur de la saison,.

#### Hatayspor et séisme (2021-2023)
Le 20 août 2021, il s'engage librement au Hatayspor en signant un contrat de deux saisons et rejoint par la même occasion son coéquipier en sélection Munir Mohand Mohamedi. Ayoub El Kaabi porte le no 25 et dispute ses premiers matchs sous les commandes de l'entraîneur Ömer Erdoğan.
Le 23 août 2021, il dispute son premier match de championnat en Turquie face à Galatasaray SK (défaite, 2-1). Le 28 août, à l'occasion de son deuxième match, il inscrit son premier but face à Alanyaspor sur une passe décisive de Mame Biram Diouf (victoire, 5-0). Le 27 février 2022, il inscrit un triplé face au Yeni Malatyaspor (victoire, 5-2). Il termine la saison à la sixième place du classement du championnat avec 18 buts inscrits et deux passes décisives délivrées en 32 matchs.
Le 12 août 2022, il dispute son premier match de la saison face à Trabzonspor (défaite, 1-0). Le 20 août, il marque son premier but de la saison face à Gaziantep FK sur une passe décisive de Saba Lobzhanidze (défaite, 1-2). Le 2 octobre, il inscrit son deuxième but de la saison face à Sivasspor et délivre une passe décisive sur le deuxième but inscrit par Bertuğ Yıldırım (victoire, 1-2).
En février 2023, les séismes de 2023 en Turquie et Syrie touchent Hatay et El Kaabi s'en sort sans blessures. Alors que le directeur sportif du club Taner Savut et le footballeur Christian Atsu sont retrouvés morts sous les décombres,, Hatayspor fait une demande auprès de la Fédération de Turquie de football pour arrêter sa saison 2022-2023,. El Kaabi est alors contraint de trouver un nouveau club, à l'approche de la CAN 2023 avec le Maroc.

#### Passage de courte durée à l'Al-Sadd SC (2023)
Le 1er mars 2023, il s'engage librement jusqu'en fin de saison à Al-Sadd SC,. Sous les commandes de l'Espagnol Juanma Lillo, El Kaabi s'apprête à faire concurrence avec Baghdad Bounedjah. Lors de la première conférence de presse de l'entraîneur, il déclare à propos de la venue d'El Kaabi : « El Kaabi arrive d’un championnat très compétitif. Nous sommes donc optimistes quant à ses prestations futures avec Al-Sadd. ».
Le 3 mars, il entre en jeu à la 81e minute à la place d'Akram Afif et dispute son premier match contre l'Al-Sailiya SC (victoire, 4-0). Quatre jours plus tard, il entre de nouveau en jeu en remplaçant Hassan Al Haydos et marque déjà son premier but en Coupe du Qatar contre Al-Markhiya SC sur penalty (victoire, 4-0). En championnat, il reçoit sa première titularisation le 17 mars contre Al-Shamal SC (victoire, 1-3). Le 1er avril, il inscrit son premier doublé en championnat contre Al-Wakrah SC, grâce à deux passes décisives d'Akram Afif (victoire, 4-2).
Ayoub El Kaabi termine la saison en tant que troisième du championnat (derrière Al Duhail SC et Al-Arabi SC) et finaliste de la Coupe du Qatar disputée le 6 avril 2023 contre Al-Duhail SC à Doha (défaite, 0-2). Ainsi, son club se qualifie pour la Ligue des champions de l'AFC pour la saison qui suit.

#### Olympiakos et vainqueur de la Ligue Europa Conférence (depuis 2023)
Le 6 août 2023, il s'engage à l'Olympiakos pour la durée d'une saison. Il rejoint ainsi son nouveau concurrent et coéquipier en sélection Youssef El-Arabi, héritant ainsi du no 9. En début de saison, il parvient à se qualifier en Ligue Europa grâce à un match aller-retour contre le KRC Genk sous la houlette de l'entraîneur Diego Martínez Penas.
Le 24 août, il inscrit un doublé en match de barrage de Ligue Europa contre le FK Čukarički dont un tir du pied gauche et une tête sur une passe décisive de Kóstas Fortoúnis (victoire, 3-1),. Le 3 septembre, il inscrit son premier but en championnat contre le PAS Lamía 1964 (victoire, 4-0). Le 17 septembre, il inscrit son deuxième but en championnat à l'occasion du classique contre l'AEK Athènes FC grâce à une passe décisive de Daniel Podence (match nul, 1-1). Le 21 septembre, il dispute son premier match de poule en Ligue Europa contre Fribourg FC en étant titularisé et inscrit un doublé (défaite, 2-3).
Rétrogradé en Ligue Europa Conférence, le 15 février 2024, il inscrit l'unique but du match victorieux contre le Ferencváros TC grâce à une passe décisive de Rodinei. En demi-finale de la compétition, il inscrit un doublé contre l'Aston Villa FC. En fin de saison, à l'occasion de la finale, il inscrit le but victorieux contre l'ACF Fiorentina à la 116e minute, et remporte ainsi son premier titre européen (victoire, 1-0). Avec son but en finale, il devient le premier Marocain à inscrire un but dans une finale de compétition européenne. Grâce au sacre, l'Olympiakos est automatiquement qualifié pour la Ligue Europa dans la saison qui suit.

### Carrière internationale
Ayant découvert la Botola Pro à l'âge tardif de 24 ans, Ayoub El Kaabi n'a jamais été appelé avec une catégorie inférieure de l'équipe du Maroc.

#### Double champion d'Afrique avec le Maroc A' (2018-2021)
Joueur phare du championnat marocain à partir de la saison 2017-2018 avec la RS Berkane, ses prestations ne passent pas inaperçu et il reçoit une première convocation de Jamal Sellami avec l'équipe du Maroc A' (équipe nationale rassemblant uniquement les joueurs locaux) pour des matchs amicaux dans le cadre des préparations au CHAN 2018 qui a lieu au Maroc.
Le 4 janvier 2018, il figure officiellement sur la liste des 23 joueurs pour prendre part au CHAN 2018. Au cours de ce tournoi, il participe à tous les matchs : lors du premier tour, il est titulaire contre la Mauritanie A' et inscrit deux des quatre buts du Maroc; puis contre la Guinée A', en tant que titulaire, il signe trois réalisations et est remplacé à la 78e minute ; quant au match face au Soudan A', il est remplaçant et rentre à la 69e minute. Le Maroc termine premier de son groupe et affronte en quarts la Namibie A'. En quarts, il est aligné avec les onze titulaires, il inscrit un but en 79 minutes, permettant la qualification pour les demies. Le tour suivant, face à la Libye A', après avoir ouvert le score à la 74e minute, il voit la Libye égaliser, l'obligeant à disputer une prolongation durant laquelle il marque à la 97e minute. Le Maroc se qualifie pour la finale sur le score de trois buts à un après un but sur penalty de Walid El Karti. Malgré une légère blessure, il dispute la finale contre le Nigeria A', durant laquelle il inscrit le quatrième but de la finale, remportant ainsi le CHAN 2018. Dans ce tournoi, il est élu à deux reprises homme du match (contre la Guinée et contre la Libye) et termine meilleur buteur de la compétition avec neuf buts, devançant les performances du Zambien Given Singuluma lors du CHAN 2009 avec cinq buts. Il remporte par ailleurs le trophée du meilleur joueur du CHAN 2018.

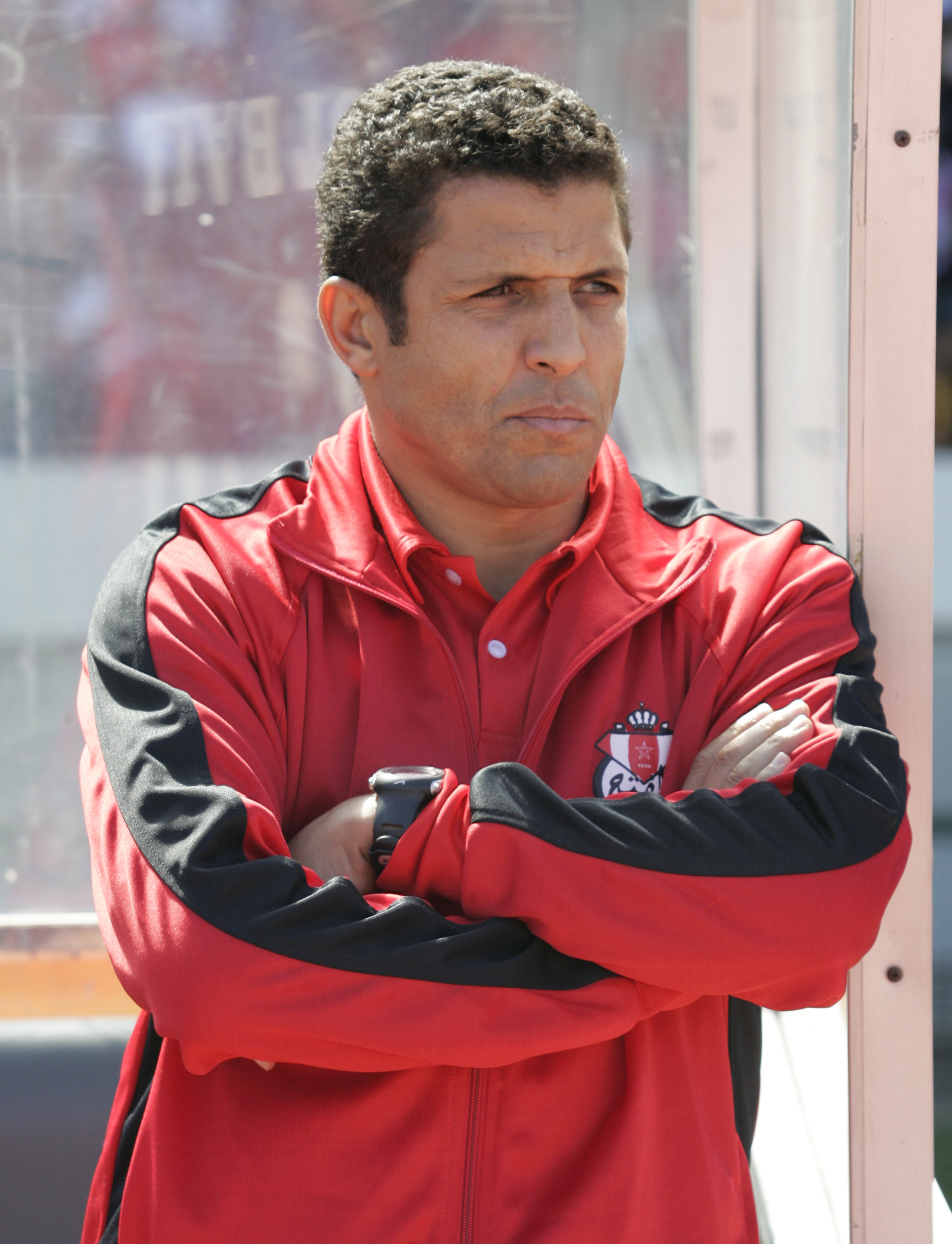
Ammouta (ici en 2010) est sélectionneur d'El Kaabi entre 2019 et 2021.

Ses prestations avec l'équipe locale lui vaudront l'intérêt du sélectionneur Hervé Renard et intégrera par la même occasion définitivement l'équipe première du Maroc, tout en retournant avec l'équipe locale, au cas où le joueur est actif dans un club local. Alors qu'El Kaabi quitte le Hebei China Fortune FC pour le Wydad AC, il participe aux qualifications de l'équipe du Maroc A' à la prochaine édition de la CHAN 2020 en jouant une double confrontation contre l'Algérie A' sous la houlette du nouveau sélectionneur Houcine Ammouta. Faisant 0-0 le 21 septembre 2019 au match aller à Blida, le 19 octobre, le match retour a lieu à Berkane et les Marocains plient l'Algérie en inscrivant trois buts en 14 minutes, se qualifiant ainsi pour le CHAN 2020 (victoire, 3-0).
Le 14 janvier 2020, il est sélectionné pour prendre part à cette compétition et s'envole au Cameroun avec le brassard de capitaine, cette fois-ci sous la houlette du sélectionneur Houcine Ammouta. Pratiquement titulaire dans tous les matchs, il affronte le Togo A' (victoire, 1-0), le Rwanda A' (match nul, 0-0) et l'Ouganda A' (victoire, 2-5), inscrit un but et délivre une passe décisive face à ce dernier. Buteur également en quarts contre la Zambie A' (victoire, 3-1), il se qualifie en demi-finales contre le pays hôte, le Cameroun A' (victoire, 0-4). En finale contre le Mali A', il inscrit troisième but de la compétition (victoire, 0-2). El Kaabi remporte ainsi pour la deuxième fois d'affilée le titre de champion d'Afrique et termine la compétition à la deuxième place du classement des meilleurs buteurs (3) de l'édition après son coéquipier Soufiane Rahimi.
À partir de 2022, la Fédération royale marocaine de football décide d'engager pour le Maroc A' uniquement les joueurs locaux âgés de moins de 23 ans. C'est l'équipe du Maroc olympique qui prend alors le relai pour les Coupes arabes des nations et les Championnats d'Afrique des nations. Ayoub El Kaabi, âgé alors de 28 ans, ne fait plus aucune apparition avec le Maroc A'.

#### Équipe du Maroc

##### Intégration avant et participation à la Coupe du monde 2018
Convoqué pour la première fois en mars 2018 par Hervé Renard avec l'équipe du Maroc, il dispute ses deux premiers matchs amicaux face à la Serbie à Turin et l'Ouzbékistan à Casablanca dans le cadre des préparations à la Coupe du monde 2018. Le sélectionneur titularise El Kaabi pour la première fois contre l'Ouzbékistan. Ce dernier profite de l'occasion et inscrit son premier but international sur une passe décisive de Yacine Bammou (victoire, 2-0).
Le 17 mai 2018, il figure officiellement dans la liste des 23 joueurs marocains sélectionnés pour la Coupe du monde 2018 en Russie. Avec le troisième gardien Reda Tagnaouti, ils sont les seuls joueurs actifs dans le championnat marocain à figurer sur cette liste. Cependant, El Kaabi est vu comme un quatrième attaquant pointe, portant le no 9, derrière ses concurrents Youssef En-Nesyri, Aziz Bouhaddouz et Khalid Boutaïb. Alors que la compétition commence dans quelques semaines, El Kaabi fait son apparition à la télévision marocaine en tant que représentant du football marocain local et déclare avoir comme rêve de jouer avec le Maroc aux côtés de Hakim Ziyech, qui selon lui est le meilleur joueur africain. Le 4 juin 2018, à quelques jours du début de la compétition, Ayoub El Kaabi entre en jeu à la place de Khalid Boutaïb contre la Slovaquie à la 60e minute et inscrit son deuxième but international sur une passe décisive de Hakim Ziyech (victoire, 1-2). Contre l'Estonie cinq jours plus tard, il délivre lui-même une passe décisive sur le premier but inscrit par Younès Belhanda (victoire, 1-3).
Le 15 juin 2018, il est titularisé pour le premier match du Maroc face à l'Iran, disputant un total de 77 minutes avant d'être remplacé par Aziz Bouhaddouz, qui marque un but contre son camp à la dernière minute du match (défaite, 0-1). À l'occasion de son deuxième match de Coupe du monde contre le Portugal, il fait son entrée à la 69e minute pour remplacer Khalid Boutaïb sur une défaite de un but à zéro en faveur de la sélection portugaise (score final : 1-0, but inscrit par Cristiano Ronaldo). Lors du troisième match contre l'Espagne, sans enjeu, il ne reçoit aucun temps de jeu (match nul, 2-2). Les Marocains sont alors éliminés au premier tour.

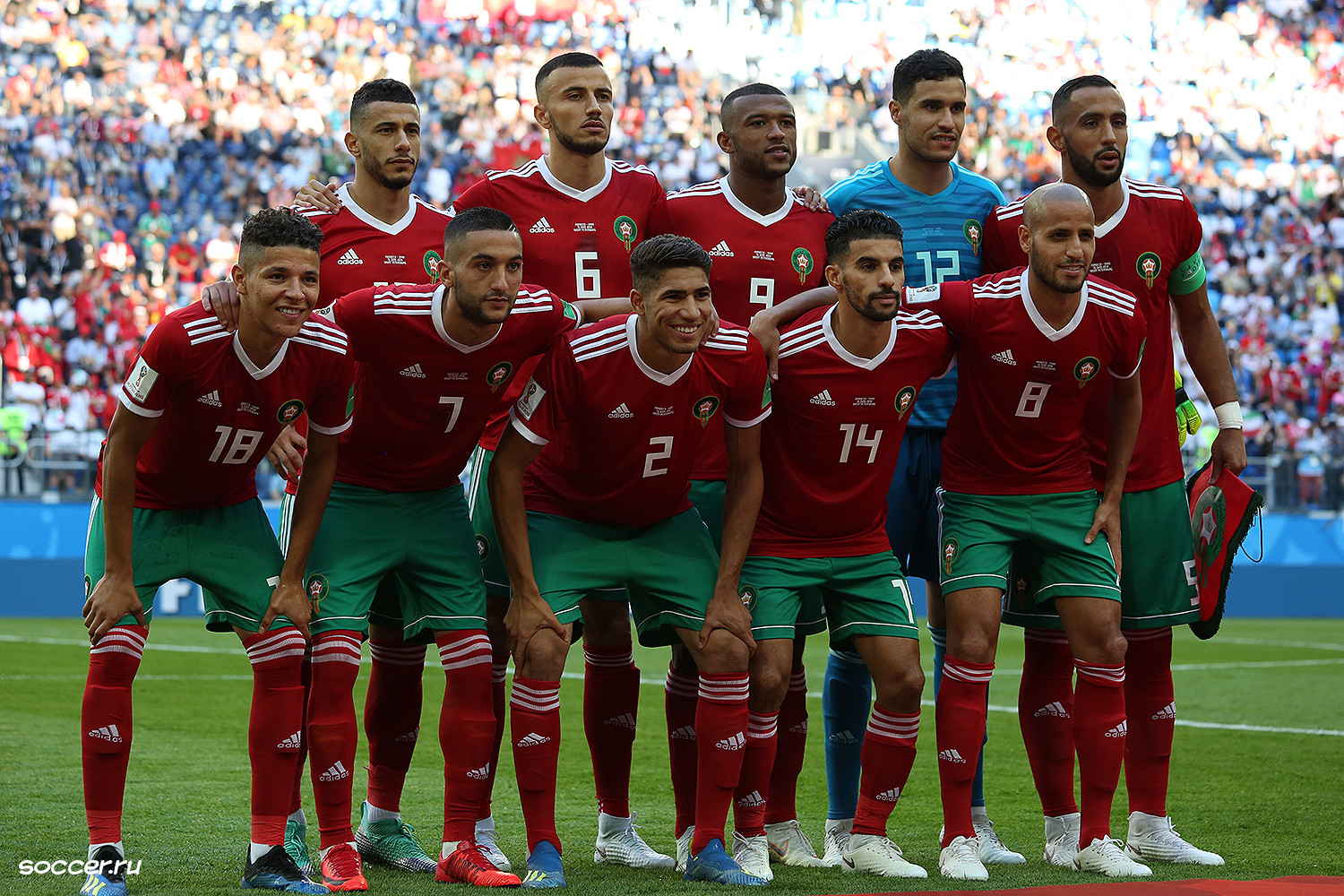
El Kaabi est titularisé lors du premier match contre l'Iran.
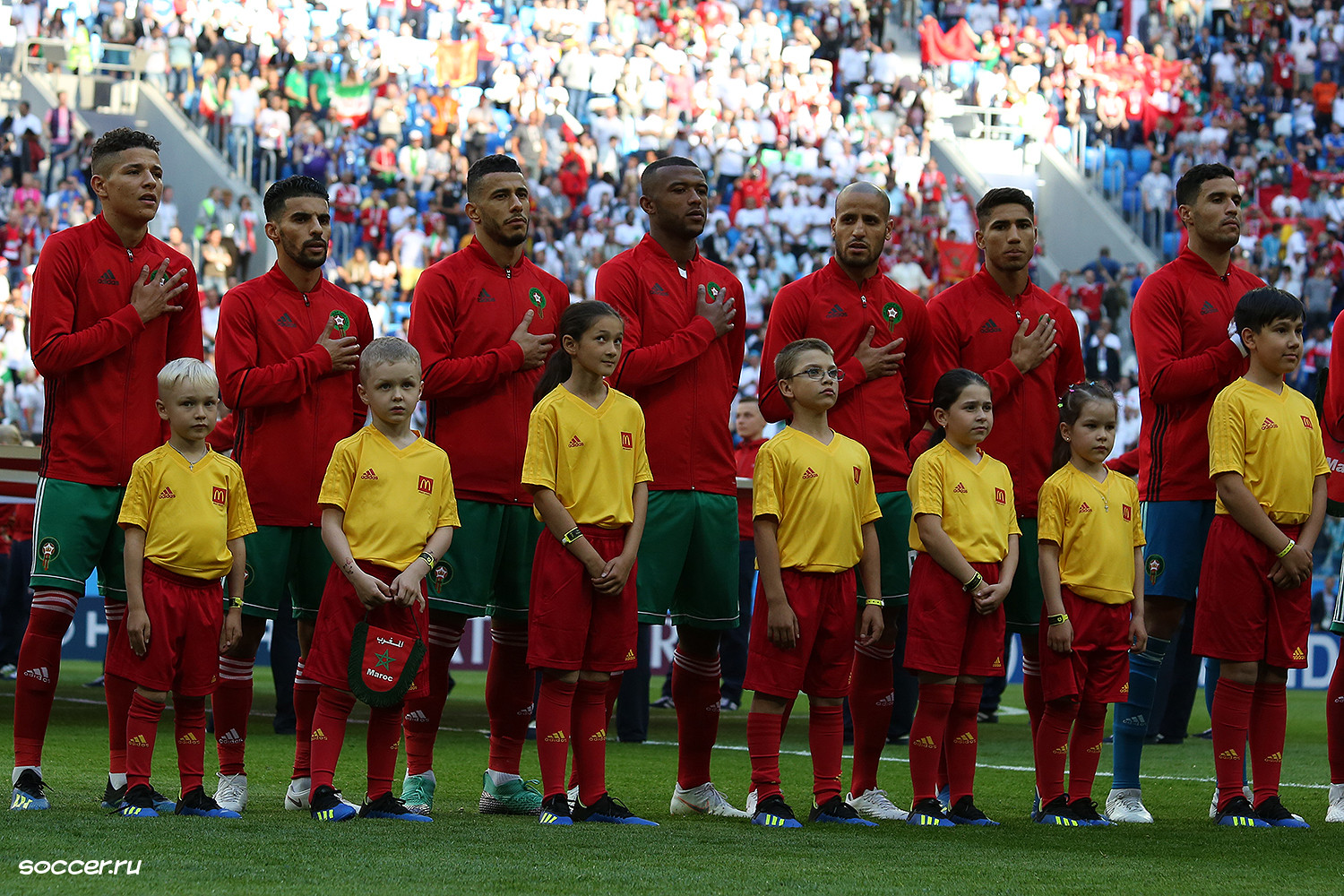
El Kaabi (au milieu) pendant l'hymne nationale.
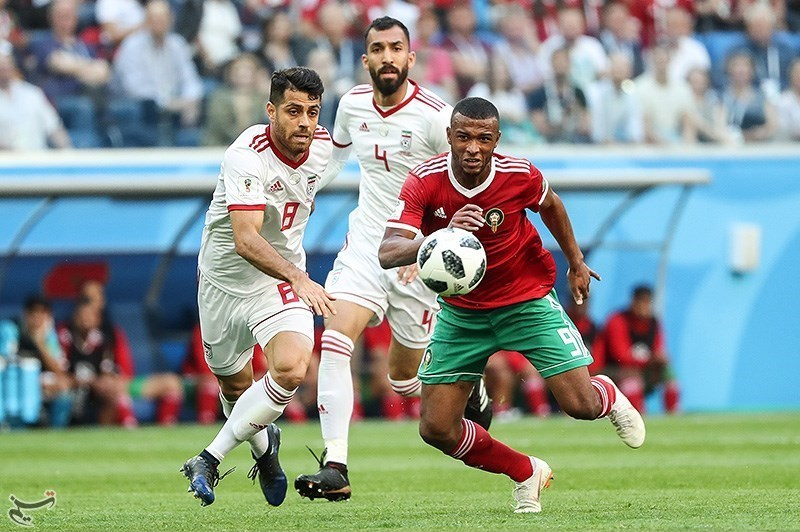
El Kaabi en duel face à Morteza Pouraliganji.
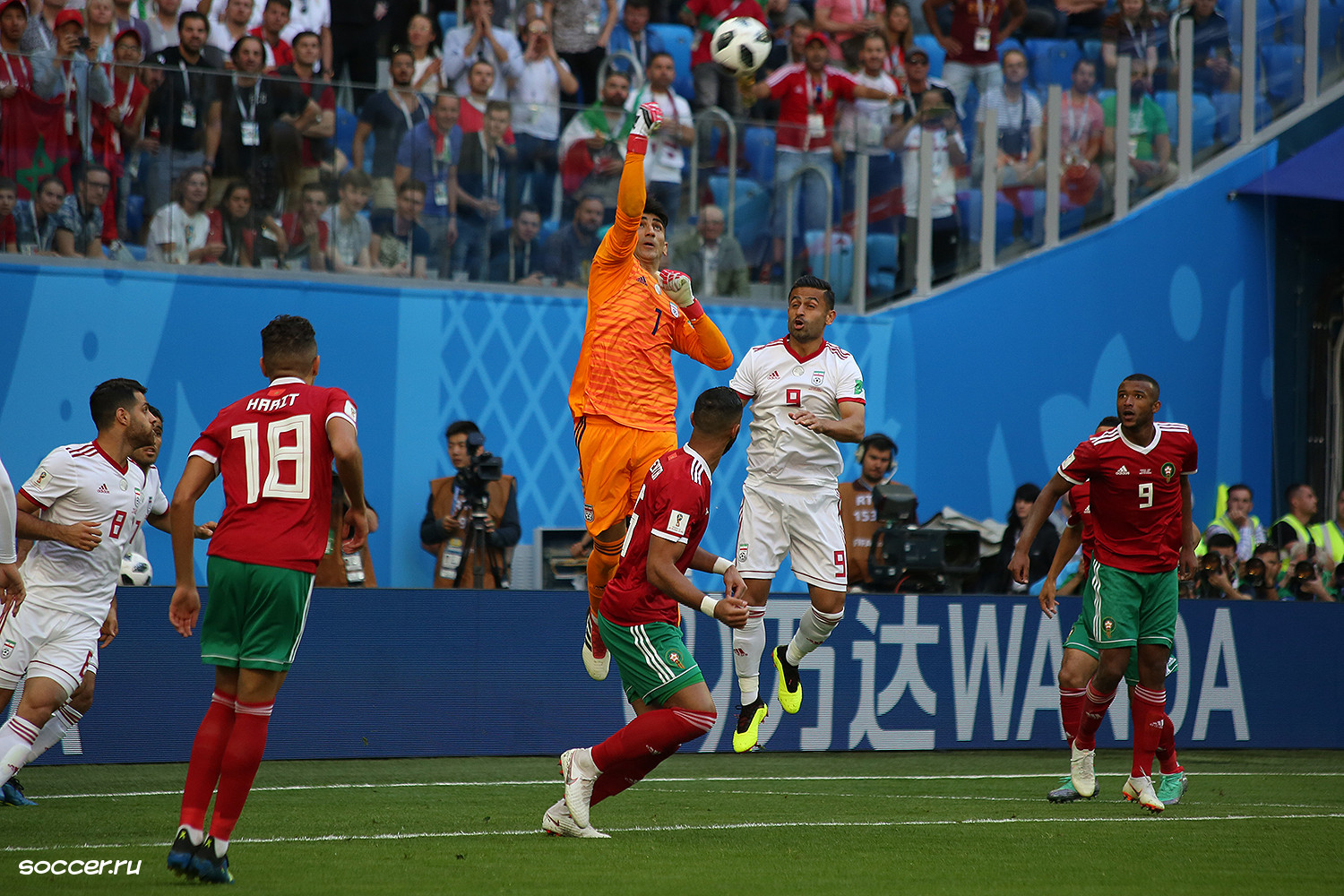
El Kaabi (no 9) en pleine action.

##### Sous la houlette de Vahid Halilhodžić: CAN 2021 et qualification à la Coupe du monde 2022
Le 18 mars 2021, El Kaabi (actif en tant que joueur du Wydad AC) figure pour la première fois sur la liste définitive de Vahid Halilhodžić (sélectionneur du Maroc depuis août 2019) pour deux matchs de qualifications à la Coupe d'Afrique des nations 2021 (le 27 mars contre la Mauritanie et le 30 mars contre le Burundi). Mis sur le banc pendant 180 minutes, Ayoub El Kaabi ne dispute aucune minute dans la phase qualificative du Maroc à la CAN 2021, bien que le Maroc termine sa campagne de qualification à la première place de son groupe composée de la Mauritanie, du Burundi et de la République centrafricaine. Lors de cette trêve internationale, le sélectionneur donne priorité à Youssef En-Nesyri et Youssef El-Arabi. Cependant, le 8 juin 2021, il fait son grand retour en sélection en amical contre le Ghana en entrant en jeu à la 86e minute en remplaçant Ayoub El Amloud au Complexe sportif Moulay-Abdallah de Rabat (victoire, 1-0).

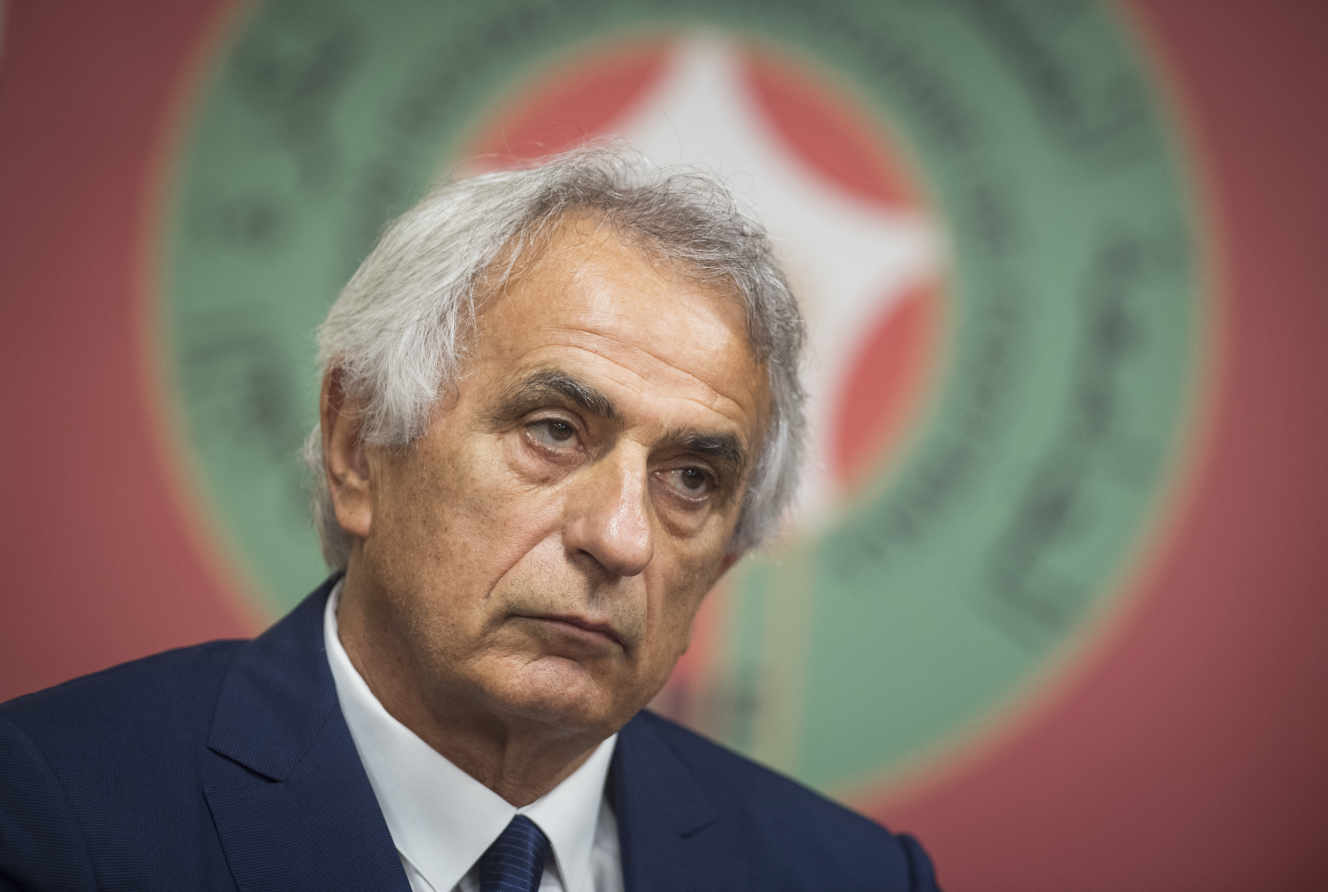
El Kaabi dispute sa première CAN sous les commandes de Vahid Halilhodžić (ici en 2019).

En fin 2021, le Maroc s'apprête à jouer cinq matchs de qualification à la Coupe du monde 2022 en octobre et novembre 2021 dont une double confrontation contre la Guinée-Bissau, la Guinée et un match contre le Soudan. En cinq matchs, il inscrit quatre buts et délivre trois passes décisives, au sein d'une marquante nouvelle génération d'attaque composée d'El Kaabi, Ryan Mmaee, Sofiane Boufal et Aymen Barkok.
Le 23 décembre 2021, ses récentes remarquables prestations en sélection sont récompensés et il figure officiellement dans la liste des 28 joueurs sélectionnés de Vahid Halilhodžić pour la Coupe d'Afrique des nations 2021 au Cameroun. Infecté du Coronavirus pour le premier match de poule contre le Ghana (victoire, 1-0), il est titulaire lors des deux autres matchs de poule contre les Comores (victoire, 2-0) et le Gabon (match nul, 2-2) avant d'affronter le Malawi également en tant que titulaire en huitièmes de finale (victoire, 2-1). Absent en quarts de finales, les Marocains sont éliminés par l'Égypte dans les prolongations (défaite, 1-2).
Le 25 mars 2022, à l'occasion du match aller de barrage de la Coupe du monde 2022 à Kinshasa face à la République démocratique du Congo, il délivre une passe décisive à Tarik Tissoudali et permet au Maroc de rentrer avec un match nul (1-1). Lors du match retour à Casablanca, le Maroc assure et se qualifie en Coupe du monde 2022 grâce à une victoire de 4-1, match dans lequel El Kaabi dispute 81 minutes.
Le 25 mai 2022, il est rappelé pour un match de préparation à la Coupe du monde 2022 face aux États-Unis ainsi que deux autres matchs qualificatifs à la Coupe d'Afrique 2023  face à l'Afrique du Sud et au Liberia. Le 1er juin, il débute titulaire en amical face aux États-Unis à Cincinnati et fait l'expérience d'une première grande défaite en sélection (défaite, 3-0),. Le 9 juin, il entre en jeu en remplaçant Tarik Tissoudali à la 60e minute à l'occasion du premier match des éliminatoires de la Coupe d'Afrique 2023 face à l'Afrique du Sud et marque le but victorieux à la 87e minute sur une passe décisive d'Amine Harit (victoire, 2-1),,. Le 13 juin, il est titularisé face au Liberia et dispute 85 minutes avant d'être remplacé par Tarik Tissoudali. Il remporte le match sur le score de 0-2 et est quasiment qualifié à la Coupe d'Afrique 2023,.

##### Génération dorée de Regragui (depuis 2022)
Le 12 septembre 2022, il reçoit une convocation du nouveau sélectionneur du Maroc Walid Regragui pour un stage de préparation à la Coupe du monde 2022 à Barcelone et Séville pour deux confrontations amicaux, notamment face au Chili et au Paraguay,. Le 23 septembre 2022, il est mis sur le banc pendant 90 minutes face au Chili. Le 27 septembre 2022, à l'occasion du deuxième match de la trêve internationale face au Paraguay, il est mis dans les tribunes au stade Benito-Villamarín (match nul, 0-0). Ayoub El Kaabi n'est finalement pas repris dans le groupe de Walid Regragui pour la Coupe du monde 2022, ce dernier priorisant plutôt Youssef En-Nesyri, Abderrazak Hamed-Allah et Walid Cheddira. Le Maroc termine sa Coupe du monde en étant classé quatrième de la compétition (éliminé par la France).
Faisant son retour en équipe nationale en septembre 2023, le premier match contre le Liberia, entrant dans le cadre des qualifications à la CAN 2023, est annulé et reporté à la suite du séisme du Maroc,. Cependant, le deuxième match prévu en amical contre le Burkina Faso est maintenu et joué au stade Bollaert-Delelis de Lens,. Lors de ce match, il entre en jeu à la 86e minute en remplaçant Youssef En-Nesyri (victoire, 1-0),.
Lors de la trêve internationale d'octobre 2023, il entre en jeu contre la Côte d'Ivoire en remplaçant Youssef En-Nesyri en amical au Stade Félix-Houphouët-Boigny d'Abidjan et inscrit le seul but marocain du match (match nul, 1-1). Lors du deuxième match de cette trêve, il est titularisé, le 17 octobre contre le Liberia à Agadir, et inscrit un but grâce à une panenka sur un penalty provoqué par Yahia Attiat-Allah (victoire, 3-0).
Le 28 décembre 2023, il est retenu dans la liste des vingt-sept joueurs marocains sélectionnés par Walid Regragui pour disputer la Coupe d'Afrique des nations 2023 (CAN 2023),,. Le 17 janvier 2024, lors de la CAN 2023, El Kaabi joue son premier match du tournoi, contribuant à la victoire du Maroc 3-0 contre la Tanzanie au Stade Laurent Pokou de San-Pédro,. Au cours du tournoi, le Maroc concède ensuite un match nul 1-1 contre la République démocratique du Congo, une rencontre notée pour une altercation générale en fin de match,. Lors du troisième match, il reçoit sa première titularisation contre la Zambie (victoire, 1-0). En huitièmes de finale, les Lions de l'Atlas sont éliminés par l'Afrique du Sud sur un score de 2-0,.

## Style de jeu
Ayoub El Kaabi incarne l'essence même de l'attaquant moderne, un finisseur redoutable. Sa réputation n'est pas le fruit du hasard ; c'est un joueur qui allie une panoplie de qualités qui font de lui une menace constante devant le but, et ce depuis ses débuts au Racing de Casablanca.

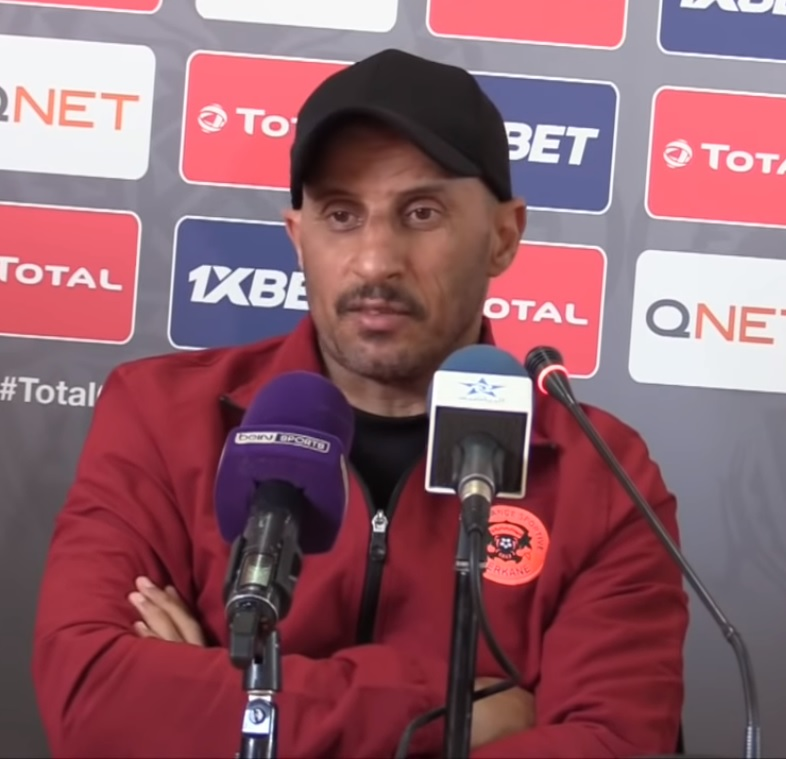
Mounir Jaouani (ici en 2020) suit les progressions d'El Kaabi avant même sa signature à la RS Berkane en 2017.

Sa polyvalence est l'une de ses caractéristiques les plus marquantes. Bien qu'il ait commencé sa carrière en tant que latéral gauche, Ayoub El Kaabi a rapidement démontré qu'il pouvait briller sur tous les fronts de l'attaque. Initialement déployé sur le flanc droit par l'entraîneur Rachid Taoussi (entre 2017 et 2018), ce choix tactique a mis en lumière ses capacités exceptionnelles. Cependant, à la suite du départ de Taoussi, il a été replacé au poste d'attaquant de pointe, où il s'est imposé comme une véritable référence aux côtés de Kodjo Fo Doh Laba à la RS Berkane. D'ailleurs, à cette époque, il est décrit par Mounir Jaouani comme étant « un joueur qui a su confirmer sa valeur. À l'écoute et ayant une grande marge de progression. ». Si ses anciens entraîneurs lui trouvent des qualités, c'est également le cas pour le sélectionneur Hervé Renard, sans pour autant fermer les yeux sur ses lacunes : « Dans les déplacements, la synchronisation ou la complémentarité avec les autres, ce n’est pas toujours parfait, c’est normal. ».
La principale qualité qui distingue Ayoub El Kaabi est son sens du but. Il possède une précision chirurgicale devant le but, et son sang-froid légendaire lui permet de conclure les occasions les plus délicates. En outre, sa vitesse exceptionnelle lui permet de se démarquer rapidement et de profiter des espaces laissés par la défense adverse. Là où Ayoub El Kaabi se démarque encore davantage, c'est dans son jeu de tête impeccable. Malgré sa taille relativement modeste (1m82), il parvient à rivaliser avec les défenseurs les plus imposants grâce à sa technique aérienne irréprochable. Il n'est pas rare de le voir marquer des buts cruciaux de la tête, en dépit de la concurrence physique. Ces qualités se font plus particulièrement voir lors des compétitions africaines à laquelle El Kaabi prend part. « Il a un sens aigu du but et un bon positionnement. Ce n'est pas un simple attaquant ordinaire. El Kaabi a un avenir prospère. », déclare Houcine Ammouta en conférence de presse pendant le CHAN 2020 à propos d'El Kaabi. Mais ce qui fait véritablement briller Ayoub El Kaabi, ce sont ses gestes acrobatiques spectaculaires. Il est un adepte des bicyclettes, des coups de pied de bicyclette et des gestes techniques qui éblouissent les foules. Ces mouvements audacieux lui ont déjà permis de signer plusieurs buts mémorables, suscitant l'admiration des amateurs de football du monde entier, notamment au Wydad AC ou même dans les plus grandes compétitions comme le CHAN,,.
Dans une interview avec la presse marocaine, Ayoub El Kaabi a exprimé son admiration pour le style de jeu de Hakim Ziyech. C'est d'ailleurs en 2018 qu'il met les pieds sur la même pelouse que le milieu pour disputer ensemble la Coupe du monde 2018. Comme Ziyech, il apporte une touche de magie au jeu et peut créer des moments de génie capables de faire basculer le sort d'un match en un instant.

## Statistiques

### En club
| Saison                | Club                  | Championnat           | Championnat | Championnat | Championnat | Coupe(s) nationale(s) | Coupe(s) nationale(s) | Coupe(s) nationale(s) | Compétition(s) continentale(s) | Compétition(s) continentale(s) | Compétition(s) continentale(s) | Compétition(s) continentale(s) | Maroc | Maroc | Maroc | Total | Total | Total |
| Saison                | Club                  | Division              | M.          | B.          | P.d.        | M.                    | B.                    | P.d.                  | Comp.                          | M.                             | B.                             | P.d.                           | M.    | B.    | P.d.  | M.    | B.    | P.d.  |
| 2016-2017             | Racing AC             | Botola 2              | 33          | 25          | -           | 0                     | 0                     | 0                     | -                              | -                              | -                              | -                              | -     | -     | -     | 33    | 25    | 0     |
| Sous-total            | Sous-total            | Sous-total            | 33          | 25          | 0           | 0                     | 0                     | 0                     | -                              | 0                              | 0                              | 0                              | -     | -     | -     | 33    | 25    | 0     |
| 2017-2018             | RS Berkane            | Botola                | 24          | 12          | 2           | 6                     | 5                     | 0                     | C2                             | 8                              | 6                              | 1                              | 6     | 2     | 1     | 44    | 25    | 4     |
| Sous-total            | Sous-total            | Sous-total            | 24          | 12          | 2           | 6                     | 5                     | 0                     | -                              | 8                              | 6                              | 1                              | 6     | 2     | 1     | 44    | 25    | 4     |
| 2018                  | Habei CFFC            | CSL                   | 13          | 5           | 2           | 0                     | 0                     | 0                     | -                              | -                              | -                              | -                              | 3     | 0     | 0     | 16    | 5     | 2     |
| 2019                  | Habei CFFC            | CSL                   | 15          | 4           | 0           | 0                     | 0                     | 0                     | -                              | -                              | -                              | -                              | 0     | 0     | 0     | 15    | 4     | 0     |
| Sous-total            | Sous-total            | Sous-total            | 28          | 9           | 2           | 0                     | 0                     | 0                     | -                              | 0                              | 0                              | 0                              | 3     | 0     | 0     | 31    | 9     | 2     |
| 2019-2020             | Wydad AC (prêt)       | Botola                | 9           | 4           | 2           | 1                     | 1                     | 0                     | C1                             | 4                              | 4                              | 1                              | -     | -     | -     | 14    | 9     | 3     |
| 2020-2021             | Wydad AC              | Botola                | 29          | 18          | 2           | 4                     | 4                     | 0                     | C1                             | 10                             | 4                              | 2                              | 1     | 0     | 0     | 44    | 26    | 4     |
| Sous-total            | Sous-total            | Sous-total            | 38          | 22          | 4           | 5                     | 5                     | 0                     | -                              | 14                             | 8                              | 3                              | 1     | 0     | 0     | 58    | 35    | 7     |
| 2021-2022             | Hatayspor             | Super Lig             | 31          | 16          | 2           | 2                     | 0                     | 0                     | -                              | -                              | -                              | -                              | 13    | 6     | 3     | 46    | 22    | 5     |
| 2022-2023             | Hatayspor             | Super Lig             | 21          | 8           | 2           | -                     | -                     | -                     | -                              | -                              | -                              | -                              | -     | -     | -     | 21    | 8     | 2     |
| Sous-total            | Sous-total            | Sous-total            | 53          | 24          | 4           | 2                     | 0                     | 0                     | -                              | 0                              | 0                              | 0                              | 13    | 6     | 3     | 68    | 30    | 7     |
| 2022-2023             | Al-Sadd SC            | Qatar Stars League    | 7           | 2           | 1           | 6                     | 4                     | 0                     | -                              | -                              | -                              | -                              | -     | -     | -     | 13    | 6     | 1     |
| Sous-total            | Sous-total            | Sous-total            | 7           | 2           | 0           | 6                     | 4                     | 0                     | -                              | -                              | -                              | -                              | -     | -     | -     | 13    | 6     | 0     |
| 2023-2024             | Olympiakos            | Superleague Elláda    | 31          | 18          | 2           | -                     | -                     | -                     | C3+C4                          | 10+9                           | 5+11                           | 0+1                            | 6     | 2     | 0     | 56    | 36    | 3     |
| 2024-2025             | Olympiakos            | Superleague Elláda    | 29          | 18          | 5           | 7                     | 2                     | 3                     | C3                             | 8                              | 7                              | 0                              | 8     | 2     | 0     | 52    | 29    | 8     |
| Sous-total            | Sous-total            | Sous-total            | 59          | 36          | 7           | 7                     | 2                     | 3                     | -                              | 26                             | 23                             | 1                              | 14    | 4     | 0     | 106   | 65    | 11    |
| Total sur la carrière | Total sur la carrière | Total sur la carrière | 193         | 103         | 20          | 24                    | 16                    | 3                     | -                              | 44                             | 26                             | 4                              | 42    | 12    | 4     | 303   | 157   | 31    |

### En sélection marocaine
Le tableau suivant liste les rencontres de l'équipe du Maroc dans lesquelles Ayoub El Kaabi a été sélectionné depuis le 23 mars 2018 jusqu'à présent.

### Buts internationaux
| Buts internationaux d'Ayoub El Kaabi | Buts internationaux d'Ayoub El Kaabi | Buts internationaux d'Ayoub El Kaabi    | Buts internationaux d'Ayoub El Kaabi | Buts internationaux d'Ayoub El Kaabi | Buts internationaux d'Ayoub El Kaabi | Buts internationaux d'Ayoub El Kaabi | Buts internationaux d'Ayoub El Kaabi | Buts internationaux d'Ayoub El Kaabi | Buts internationaux d'Ayoub El Kaabi |
| 0                                    | Date                                 | Lieu                                    | Compétition                          | Résultat                             | Adversaire                           | Détail                               | Détail                               | Détail                               | Sél.                                 |
| ------------------------------------ | ------------------------------------ | --------------------------------------- | ------------------------------------ | ------------------------------------ | ------------------------------------ | ------------------------------------ | ------------------------------------ | ------------------------------------ | ------------------------------------ |
| 1er                                  | 27 mars 2018                         | Stade Mohammed V, Casablanca            | Match amical                         | V 2-0                                | Ouzbékistan                          | 4e                                   | p. gauche                            | 1-0                                  | 2e                                   |
| 2e                                   | 4 juin 2018                          | Stade de Genève, Genève                 | Match amical                         | V 1-2                                | Slovaquie                            | 63e                                  | de la tête                           | 1-1                                  | 15e                                  |
| 3e                                   | 6 octobre 2021                       | Complexe sportif Moulay-Abdallah, Rabat | Éliminatoires de la CDM 2022         | V 5-0                                | Guinée-Bissau                        | 62e                                  | p. gauche                            | 1-2                                  | 11e                                  |
| 4e                                   | 9 octobre 2021                       | Stade Mohammed-V, Casablanca, Maroc     | Éliminatoires de la CDM 2022         | V 0-3                                | Guinée-Bissau                        | 10e                                  | de la tête                           | 1-0                                  | 12e                                  |
| 5e                                   | 9 octobre 2021                       | Stade Mohammed-V, Casablanca, Maroc     | Éliminatoires de la CDM 2022         | V 0-3                                | Guinée-Bissau                        | 69e                                  | p. droit                             | 3-0                                  | 12e                                  |
| 6e                                   | 12 octobre 2021                      | Complexe sportif Moulay-Abdallah, Rabat | Éliminatoires de la CDM 2022         | V 1-4                                | Guinée                               | 21e                                  | de la tête                           | 0-1                                  | 13e                                  |
| 7e                                   | 16 novembre 2021                     | Complexe sportif Moulay-Abdallah, Rabat | Éliminatoires de la CDM 2022         | V 3-0                                | Guinée                               | 60e                                  | p. gauche                            | 3-0                                  | 15e                                  |
| 8e                                   | 9 juin 2022                          | Complexe sportif Moulay-Abdallah, Rabat | Éliminatoires de la CAN 2023         | V 2-1                                | Afrique du Sud                       | 87e                                  | p. gauche                            | 2-1                                  | 22e                                  |
| 9e                                   | 14 octobre 2023                      | Stade Félix-Houphouët-Boigny, Abidjan   | Match amical                         | N 1-1                                | Côte d'Ivoire                        | 81e                                  | p. droit                             | 1-1                                  | 25e                                  |
| 10e                                  | 17 octobre 2023                      | Stade Adrar, Agadir                     | Éliminatoires de la CAN 2023         | V 3-0                                | Liberia                              | 59e                                  | p. gauche                            | 2-0                                  | 26e                                  |
| 11e                                  | 11 juin 2024                         | Stade Adrar, Agadir, Maroc              | Éliminatoires de la CDM 2026         | V 6-0                                | Congo                                | 20e                                  | p. droit                             | 0-3                                  | 34e                                  |
| 12e                                  | 11 juin 2024                         | Stade Adrar, Agadir, Maroc              | Éliminatoires de la CDM 2026         | V 6-0                                | Congo                                | 39e                                  | p. gauche                            | 0-4                                  | 34e                                  |
| 13e                                  | 11 juin 2024                         | Stade Adrar, Agadir, Maroc              | Éliminatoires de la CDM 2026         | V 6-0                                | Congo                                | 53e                                  | de la tête                           | 0-5                                  | 34e                                  |
| 14e                                  | 6 septembre 2024                     | Stade Adrar, Agadir, Maroc              | Éliminatoires de la CAN 2025         | V 4-1                                | Gabon                                | 82e                                  | p. gauche                            | 4-1                                  | 35e                                  |

#### Buts en sélection A'
| Buts en sélection d'Ayoub El Kaabi | Buts en sélection d'Ayoub El Kaabi | Buts en sélection d'Ayoub El Kaabi              | Buts en sélection d'Ayoub El Kaabi | Buts en sélection d'Ayoub El Kaabi | Buts en sélection d'Ayoub El Kaabi | Buts en sélection d'Ayoub El Kaabi |
|                                    | Date                               | Lieu                                            | Adversaire                         | Score                              | Résultat                           | Compétition                        |
| ---------------------------------- | ---------------------------------- | ----------------------------------------------- | ---------------------------------- | ---------------------------------- | ---------------------------------- | ---------------------------------- |
| 1.                                 | 13 janvier 2018                    | Stade Mohammed-V, Casablanca (Maroc)            | Mauritanie                         | 1-0                                | 4-0                                | CHAN 2018 (Premier tour)           |
| 2.                                 | 13 janvier 2018                    | Stade Mohammed-V, Casablanca (Maroc)            | Mauritanie                         | 3-0                                | 4-0                                | CHAN 2018 (Premier tour)           |
| 3.                                 | 17 janvier 2018                    | Stade Mohammed-V, Casablanca (Maroc)            | Guinée                             | 1-0                                | 3-1                                | CHAN 2018 (Premier tour)           |
| 4.                                 | 17 janvier 2018                    | Stade Mohammed-V, Casablanca (Maroc)            | Guinée                             | 2-1                                | 3-1                                | CHAN 2018 (Premier tour)           |
| 5.                                 | 17 janvier 2018                    | Stade Mohammed-V, Casablanca (Maroc)            | Guinée                             | 3-1                                | 3-1                                | CHAN 2018 (Premier tour)           |
| 6.                                 | 27 janvier 2018                    | Stade Mohammed-V, Casablanca (Maroc)            | Namibie                            | 1-0                                | 2-0                                | CHAN 2018 (Quart-de-finale)        |
| 7.                                 | 31 janvier 2018                    | Stade Mohammed-V, Casablanca (Maroc)            | Libye                              | 1-0                                | 3-1 a.p.                           | CHAN 2018 (Demi-finale)            |
| 8.                                 | 31 janvier 2018                    | Stade Mohammed-V, Casablanca (Maroc)            | Libye                              | 2-1                                | 3-1 a.p.                           | CHAN 2018 (Demi-finale)            |
| 9.                                 | 4 février 2018                     | Stade Mohammed-V, Casablanca (Maroc)            | Nigeria                            | 4-0                                | 4-0                                | CHAN 2018 (Finale)                 |
| 10.                                | 1er novembre 2020                  | Stade Général-Seyni-Kountché, Niamey (Niger)    | Mali                               | 1-0                                | 1-0                                | Match amical                       |
| 11.                                | 12 janvier 2021                    | Complexe sportif Moulay-Abdallah, Rabat (Maroc) | Guinée                             | 1-0                                | 1-0                                | Match amical                       |
| 12.                                | 26 janvier 2021                    | Stade de la Réunification, Douala (Cameroun)    | Ouganda                            | 1-1                                | 5-2                                | CHAN 2021 (Premier tour)           |
| 13.                                | 31 janvier 2021                    | Stade de la Réunification, Douala (Cameroun)    | Zambie                             | 3-0                                | 3-1                                | CHAN 2021 (Quart-de-finale)        |
| 14.                                | 7 février 2021                     | Stade Ahmadou Ahidjo, Yaoundé (Cameroun)        | Mali                               | 2-0                                | 2-0                                | CHAN 2021 (Finale)                 |

## Palmarès
Ayoub El Kaabi, qui a commencé sa carrière au Racing Athletic Club, a connu une trajectoire impressionnante dans le monde du football. Lors de la saison 2016-2017, il a fait ses débuts professionnels et termine la saison en tant que meilleur buteur de la Botola Pro 2 avec 25 buts.
En 2017, il rejoint la RS Berkane, où il remporte la Coupe du Maroc en 2018 et est nommé meilleur joueur de la RS Berkane. Cependant, c'est avec le Wydad AC en 2021 qu'il connait l'un de ses plus grands succès, en remportant pour la première fois le championnat marocain et terminant la saison en tant que meilleur buteur du championnat avec dix-huit buts,.
Ayoub El Kaabi a également excellé au niveau international en étant appelé avec l'équipe du Maroc A' pour le CHAN 2018, qu'il remporte en terminant meilleur buteur avec neuf buts et en remportant la distinction de meilleur joueur du tournoi. En 2020, il est nouveau sélectionné pour le CHAN 2020 qu'il remporte de nouveau en étant nommé dans l'équipe-type du tournoi par la CAF. Ses deux participations au CHAN l'ont également propulsé en tête de la liste des meilleurs buteurs de l'histoire de la compétition avec douze buts marqués.
Parti ensuite à l'Olympiakos, il y remporte la Ligue Europa conférence en 2024 avant d'être sacré champion de Grèce l'année suivante.
| RS Berkane (1) :                         | Wydad AC (1) :                      | Olympiakos (3) : | Maroc A' (2) :                        |
| ---------------------------------------- | ----------------------------------- | --- | ------------------------------------- |
| - Coupe du Trône (1): - Vainqueur : 2018 | - Botola Pro (1): - Champion : 2021 | - Championnat de Grèce (1): - Champion : 2025 - Ligue Europa Conférence (1): - Vainqueur : 2024 - Coupe de Grèce (1) - Vainqueur : 2025 | - CHAN (2): - Champion : 2018 et 2020 |

### Distinctions personnelles
- 2017 : Meilleur buteur de la Botola Pro 2 lors de la saison 2016-2017 avec 25 buts[réf. nécessaire] ;
- 2018 : Meilleur joueur de la RS Berkane de la saison 2017-2018[réf. nécessaire] ;
- 2018 : Meilleur buteur du CHAN 2018 avec 9 buts[159] ;
- 2018 : Vainqueur du prix du meilleur joueur du CHAN 2018[160] ;
- 2018 : Dans l'équipe type du CHAN 2018[161] ;
- 2020 : Dans l'équipe type du CHAN 2020[162] ;
- 2021 : Meilleur buteur du championnat marocain lors de la saison 2020-2021 avec 18 buts[163] ;
- 2024 : Meilleur buteur de Ligue Europa Conférence lors de la saison 2023-2024 avec 11 buts[164] ;
- 2024 : Élu meilleur joueur de la saison de la Ligue Europa Conférence[165]
- 2024 : Élu meilleur joueur de la saison du Championnat de Grèce[166],[167]
- 2024 : Élu meilleur joueur étranger de la saison du Championnat de Grèce[168]
- 2025 : Meilleur buteur de Ligue Europa lors de la saison 2024-2025 avec 7 buts

### Vie privée
Le soir du 24 octobre 2018, il épouse Chaimae à Tit Mellil.

### Humanitaire
Le 9 septembre 2023, alors qu'il se trouve à Agadir, il se présente exclusivement à l'hôpital avec ses coéquipiers de la sélection marocaine pour un don de sang pour les blessés du séisme au Maroc,,.

### Sources
- Nicolas Bamba, « Ayoub El Kaabi, la comète qui embrase le football marocain », Radio France internationale,‎ 3 février 2018 (lire en ligne)
- Farid Sarr, « Ayoub El Kaabi, nouveau joyau marocain », TF1,‎ 28 mars 2018 (lire en ligne)
- Sébastien Gobbi, « Ayoub El Kaabi, l’étoile montante du football marocain », Le Vif/L'Express,‎ 4 avril 2018 (lire en ligne)
- « El Kaabi, apprenti menuisier parmi les "stars" », RTBF,‎ 14 juin 2018 (lire en ligne)
- Jonathan Lange, « El Kaabi à la folie », La DH Les Sports+,‎ 20 juin 2018 (lire en ligne)
- Amine Oubaha, « Ayoub El Kaabi: le spécialiste des reprises de volée au Maroc », Arryadia,‎ 27 juillet 2021 (lire en ligne)
- Nabil Djellit, « « Kaabi Nueve » envoie du bois », L'Équipe,‎ 22 avril 2022 (lire en ligne)
- « El Kaabi : "Ensemble, nous pouvons atteindre la seconde phase" », FIFA,‎ 12 octobre 2022 (lire en ligne)